# إتش. ن. غوف
إتش. ن. غوف هو شخصية أعمال وسياسي أمريكي، ولد في 9 يوليو 1910، وتوفي في 2 يوليو 1978. نشط حزبياً في الحزب الديمقراطي. وقد انتخب عضو مجلس نواب لويزيانا ‏.